# Le Sacre du printemps

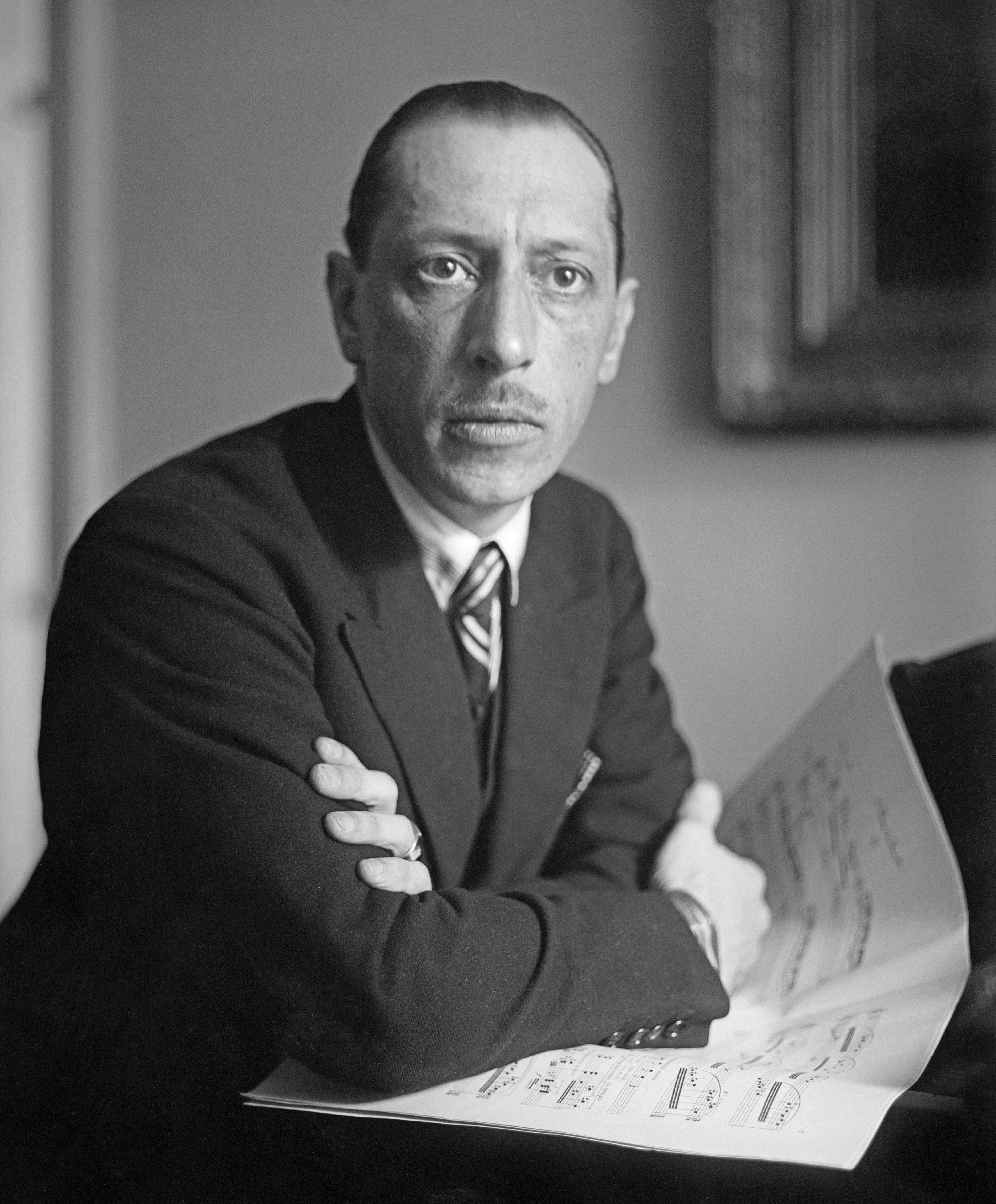
Igor Stravinsky

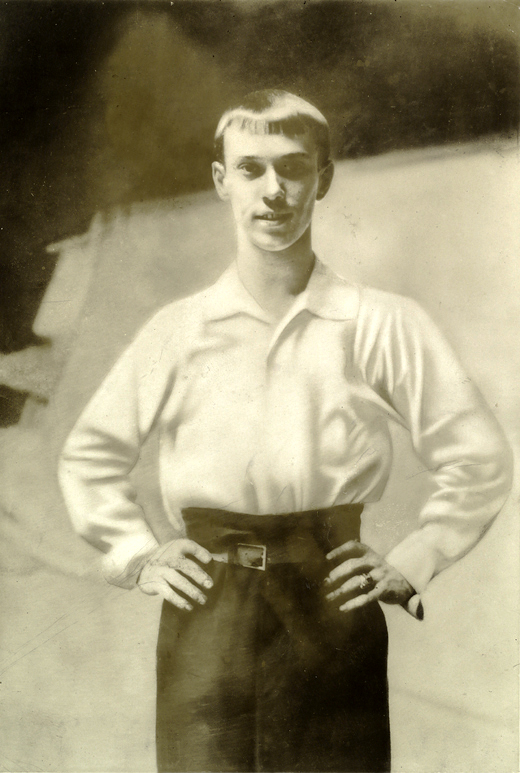
Vaslav Nijinsky

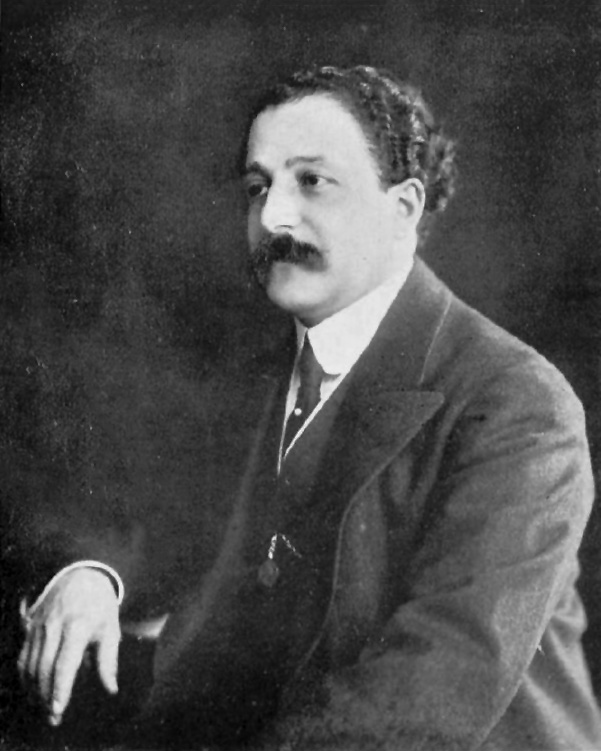
Pierre Monteux

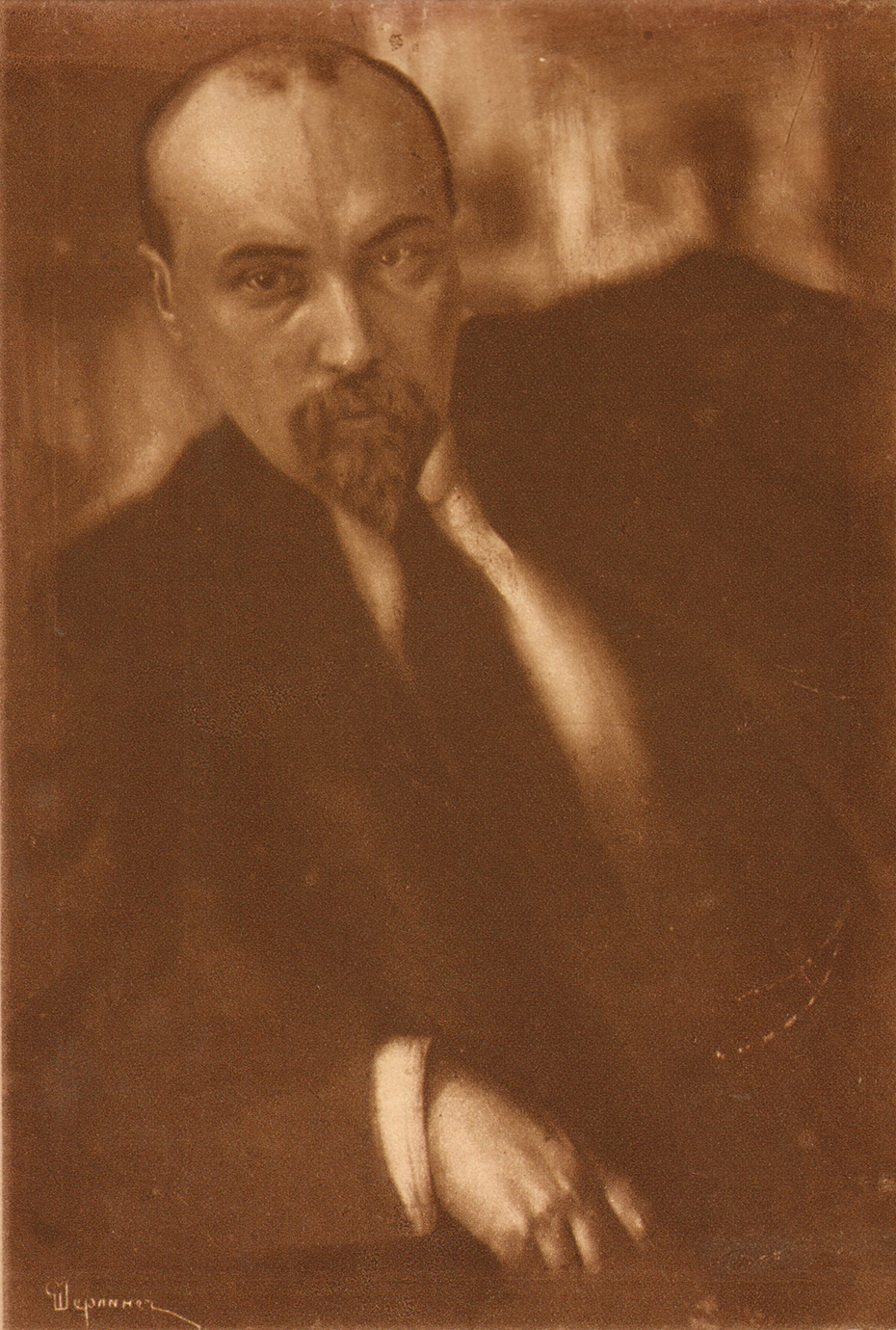
Nikolaj Rjorich

Le Sacre du Printemps - Tableaux de la Russie païenne en deux parties (De Lentewijding - Beelden van het heidense Rusland in twee delen) (W21) (Russisch: Весна священная, Duits: Die Frühlingsweihe, Engels: The Rite of Spring) is een ballet van Sergej Djagilevs Ballets Russes met een choreografie van de danser Vaslav Nijinsky op muziek van de Russische componist Igor Stravinsky, met decor- en kostuumontwerpen van de kunstenaar en archeoloog Nikolaj Rjorich.
Le Sacre du Printemps geldt als een van de meest revolutionaire werken van de 20e eeuw. De première vond plaats op 29 mei 1913 in het Théâtre des Champs-Élysées te Parijs en leidde tot een rel. Pierre Monteux dirigeerde het orkest. Het idee voor het ballet kwam voort uit Nikolaj Rjorichs belangstelling voor primitieve culturen. Stravinsky zelf schreef het scenario. Het ballet bestaat uit twee delen: l'Adoration de la Terre (De aanbidding van de Aarde) en Le Sacrifice (Het Offer).

## Inhoud
Het ballet geeft een prehistorische wereld weer. Een jonge maagd is uitverkoren om zich dood te dansen, als offer aan de zonnegod. De indeling van het ballet ziet er zo uit:
| - Première partie: l’Adoration de la terre - Introduction - Les Augures printaniers – Danse des adolescentes - Jeu du rapt - Rondes printanières - Jeux des cités rivales - Cortège du Sage – Adoration de la terre – Le Sage - Danse de la terre | - Seconde partie: Le Sacrifice - Introduction - Cercles mystérieux des adolescentes - Glorification de l’élue - Évocation des ancêtres - Rituel des ancêtres - Danse sacrale de l’élue |

## Bespreking
Le Sacre du Printemps was na L'Oiseau de feu (De vuurvogel) en Petroesjka het derde balletstuk dat Stravinsky schreef voor Les Ballets Russes. Het was zowel qua muziek als qua choreografie onconventioneel. Tegenwoordig wordt de muziek vaak in de concertzaal uitgevoerd als zelfstandig stuk. Het muziekstuk is, in tegenstelling tot de westerse traditie tot dan toe, gebaseerd op een strakke ritmische complexiteit. De ritmesectie van het orkest heeft een heel duidelijke rol in het stuk. Vaak dient de muziek om het ritme van de dans meer vorm, meer body te geven en niet andersom. Op deze wijze introduceerden Nijinski en Stravinsky nieuwe concepten. Ook in harmonisch opzicht sloeg Stravinsky nieuwe wegen in.
De première op 29 mei 1913 liep uit op een tumult. Het was niet Stravinsky's muziek die het meeste oproer veroorzaakte, maar Nijinsky's vernieuwende choreografie, die woester en wilder was dan wat men ooit had meegemaakt en nauwelijks iets met traditioneel ballet te maken had. De vraag werd opgeworpen of een ballet waarbij de dansers, gekleed als boeren, met hun lichaam schudden en met hun voeten stampten, de naam ballet waardig was. Zowel de dansers als de orkestleden hadden moeite met de ongewone ritmische accenten en de vele maatwisselingen.
Al direct in de eerste minuut kwamen delen van het publiek in opstand. Voor- en tegenstanders gingen zelfs met elkaar op de vuist. Het ballet kon alleen maar uitgedanst worden doordat inderhaast opgetrommelde gendarmes enige rust in de zaal herstelden. Het kostte Monteux veel moeite onverstoorbaar door te dirigeren. Vooruitstrevende kunstenaars als Jean Cocteau, Gertrude Stein en Maurice Ravel waren in de zaal aanwezig. Ravel zag direct het belang in van de muziek. In een brief aan een vriend schreef hij dat die beslist moest gaan luisteren: de première zou een belangrijke betekenis hebben in de muziek. Ravel zelf nam van harte deel aan de rellen tijdens de première. Toen hij aan een buurvrouw aangaf dat ze stil moest zijn omdat hij wilde luisteren en zij reageerde met "vuile jood", waren de rapen gaar.
Het verhaal gaat dat Monteux na afloop het gebouw via het wc-raampje moest verlaten omdat hij dacht dat hij het er anders niet levend vanaf zou brengen. Waarschijnlijk is dit een "wanderlegende". De dag na de opvoering stond er in de kranten: “Ce n'est pas le sacre du printemps, mais le massacre du tympan” (Het is niet het lenteoffer, maar de slachting van het trommelvlies). De tweede uitvoering op 4 juni verliep veel rustiger en Ravel, opnieuw in de zaal aanwezig, merkte op dat de muziek zelfs te horen was geweest.

## Monteux
De naam Pierre Monteux is altijd verbonden gebleven aan Le Sacre du Printemps. Hij dirigeerde niet alleen de geruchtmakende wereldpremière in 1913, maar ook de Amerikaanse première in 1924 met het Boston Symphony Orchestra in Carnegie Hall in New York. Onder de toehoorders was de 15-jarige Elliott Carter, die zo onder de indruk was, dat hij op dat moment besloot zijn leven aan de muziek te gaan wijden.
Monteux was ook de eerste die van Le Sacre een grammofoonopname maakte, in 1929 op vier 78 toerenplaten van het label Disque Gramophone, met het Orchestre symphonique de Paris (onder de naam "Grand Orchestre Symphonique"). Later nam hij het werk nog drie keer op, steeds voor RCA Victor: in 1945 met het San Francisco Symphony Orchestra, in 1951 met het Boston SO en in 1954 met het Orchestre de la Société des Concerts du Conservatoire. Opnamen van Monteuxs live-uitvoeringen van Le Sacre in 1955 (Parijs) en 1957 (Boston) verschenen als bootleg op piratenlabels.
In 1963, bij het 50-jarig jubileum van Le Sacre, leidde Monteux het London Symphony Orchestra in de Royal Albert Hall in Londen in Stravinsky's aanwezigheid. Componist en dirigent kregen een staande ovatie die 15 minuten duurde. Monteux had eerder verklaard: “Ik wil dit werk alleen nog maar dirigeren bij twee gelegenheden: als het vijftig jaar oud is in 1963 en als ik zelf honderd ben in 1975”. Het eerste heeft hij kunnen waarmaken, het tweede niet: hij stierf in 1964.

## De balletmuziek

### Instrumentatie
Stravinsky's balletmuziek is geschreven voor een orkest met grote bezetting. Opmerkelijk zijn de grote aantallen blaasinstrumenten in het lage register, zoals twee althobo's, twee basklarinetten, twee contrafagotten, twee tuba's en een altfluit. Ongebruikelijke instrumenten in het orkest zijn een piccolotrompet, een Wagnertuba en een guiro.
De volle bezetting bestaat uit piccolo, 3 fluiten (waarvan één dubbelt op piccolo 2), altfluit, 4 hobo's (waarvan één dubbelt op althobo 2), althobo, es-klarinet, 3 klarinetten (waarvan één dubbelt op basklarinet 2), basklarinet, 4 fagotten (waarvan één dubbelt op contrafagot 2), contrafagot, 8 hoorns (waarvan twee dubbelen op Wagnertuba), piccolo trompet, 4 trompetten (waarvan één dubbelt op bastrompet), 3 trombones, 2 tuba's, pauken (minimaal 5 stuks bespeeld door 2 spelers), grote trom, bekkens, tamtam, crotales, triangel, tamboerijn, guiro, eerste en tweede violen, altviolen, cello's en contrabassen.
Opmerkelijk is dat voor sommige instrumenten in een ongebruikelijk register is geschreven. Het duidelijkst is dat bij de fagotsolo waar het stuk mee opent. De eerste noten zijn geschreven in het allerhoogste bereik van de fagot. Een anekdote vertelt dat de componist Camille Saint-Saëns niet herkende door welk instrument de solo gespeeld werd. Toen hem werd verteld dat het een fagot was, zou hij verontwaardigd de zaal hebben verlaten.
Los van balletvoorstellingen wordt Stravinsky's muziek vaak als zelfstandig orkestwerk bij concerten van symfonieorkesten geprogrammeerd.

### Bijzondere versies
Le Sacre, gedirigeerd door Leopold Stokowski, figureerde ook als onderdeel van Walt Disneys animatiefilm Fantasia uit 1940. Op de tonen van de muziek ontrolt zich de geschiedenis van de prehistorie met de opkomst en het verdwijnen van de dinosaurussen.
Al uit de ontstaansperiode van Le Sacre dateert een transcriptie voor piano quatre-mains (W21.1). Stravinsky heeft testamentair bepaald dat er van Le Sacre geen bewerkingen gemaakt mogen worden, maar toch verkreeg pianist-componist Maarten Bon (1933-2003) van de erven en van Stravinsky's assistent Robert Craft toestemming voor een bewerking voor vier piano's. Bon heeft het stuk na de première in 1981 in het Amsterdamse Concertgebouw vaak uitgevoerd met zijn Amsterdam Piano Quartet.
Op 29 augustus 2008 voerde de Kölner Akademie onder leiding van Michael Alexander Willens tijdens het openingsconcert van het Festival Oude Muziek Utrecht Le Sacre 'authentiek' uit, dat wil zeggen gerealiseerd met de middelen en opvatting (muziekinstrumenten, tempo-aanduidingen, articulaties) van de première in 1913.

## Het ballet
Tot de talloze choreografen die hun eigen visie op Le Sacre du Printemps op de planken hebben gebracht (te beginnen met Nijinsky in 1913) behoren:
Mary Wigman (1957) - Maurice Béjart (1959) - Sir Kenneth Macmillan (1962) - Hans van Manen (1974) - Pina Bausch (1975) - Vittorio Biagi (1975) - Paul Taylor (1980) - John Taras (1981) - Norbert Vesak (1982) - Martha Graham (1984) - Mats Ek (eerste, 1984) - Jorge Lefebre (1988) - Marie Chiounard (1993) - Mauricio Wainrot (2001) - Angelin Preljocaj (2001) - Uwe Scholz (2003) - Régis Obadia (2003) - Doug Varone (2003) - Shen Wei (eerste, 2003) - Emanuel Gat (2004) - Andonis Foniadakis (2007) - Heddy Maalem (2008) - Adam Hougland (2009) - Nils Christe (2011) - Shen Wei (tweede, 2013) - Joost Vrouenraets (2013) - Sasha Waltz (2014) - Benjamin Forel (2017) - Mats Ek (tweede, 2023).
Een reconstructie van Nijinsky's choreografie bracht Robert Joffrey in 1987 op de planken in samenwerking met danswetenschapper Millicent Hodson en kunsthistoricus Kenneth Archer.